# Casten Otter
Casten (även Carsten) Otter, född 1589 i Bremen, död 1657 i Örebro, var en svensk industriman. 
Han kom till Sverige för att tjänstgöra vid Karl IX:s hov. Hans första hustru Anna var dotter till borgmästaren Joakim Danckwardt i Nyköping. Casten Otter bosatte sig i Örebro år 1624. Han bodde i staden till sin död och är begravd i Nikolaikyrkan.
Casten Otter var en företagsam man. Han erhöll privilegier att driva Örebro gevärsfaktori som han utvecklade till ett framgångsrikt företag. Han anlade också flera stångjärnshammare, bland annat Snavlunda hammare, i närheten av Karlslunds herrgård. Han ägde en mängd egendomar, bland annat Älgskogen. Sonen Salomon von Otter är stamfar till den friherrliga ätten von Otter.
I Örebro uppförde Casten Otter en gård med adress Drottninggatan 1, platsen för nuvarande Stora hotellet. I Örebro finns idag en gata på Öster, Kasten Ottergatan, uppkallad efter Otter.